# Seiken Nante Iranai
Singles de Yui Sakakibara
Judge of a Life
(2012)
Seiken Nante Iranai est le 28e single de Yui Sakakibara sorti sous le label LOVE×TRAX Office le 14 mai 2014 au Japon. Seiken Nante Iranai a été utilisé comme opening pour l'anime Dragonar Academy.

## Liste des titres
| 1. | Seiken Nante Iranai (聖剣なんていらない)                               |  |
| 2. | Struve (シュトルーフェ)                                                |  |
| 3. | Seiken Nante Iranai (Instrumental) (聖剣なんていらない (Instrumental)) |  |
| 4. | Struve (Instrumental) (シュトルーフェ (Instrumental))                  |  |